# Puchar Europy Mistrzyń Krajowych siatkarek (1990/1991)
Puchar Europy Mistrzyń Krajowych 1991 – 31. sezon Pucharu Europy Mistrzyń Krajowych rozgrywanego od 1960 roku, organizowanego przez Europejską Konfederację Piłki Siatkowej (CEV) w ramach europejskich pucharów dla żeńskich klubowych zespołów siatkarskich "starego kontynentu".

## Drużyny uczestniczące
- Panathinaikos Ateny
- Mladost Zagrzeb
- Holte IF
- CJD Feuerbach
- Tormo Barberá Xativa
- Boavista Porto
- Emlakbank Ankara
- Gym Bonnevoie
- AEL Limassol
- Universitatea Craiova
- Sandnes VBK Stavanger
- Brixton Knights VC London
- Hapoel Mate Asher
- Antonius Herentals
- BKS Stal Bielsko-Biała
- Lewski-Spartak Sofia
- Hesa Helsinki
- Post Wiedeń
- Královo Pole Brno
- Montana Luzerna
- Racing Paris
- Urałoczka Swierdłowsk
- Olimpia Teodora Rawenna
- Sneek Avero
- SC Dynamo Berlin
- Dinamo Tirana

## Rozgrywki

### Runda wstępna
| Data       | Drużyna 1              | Wynik | Drużyna 2                 | Sety                              |
| ---------- | ---------------------- | ----- | ------------------------- | --------------------------------- |
| 03.11.1990 | Panathinaikos Ateny    | 1:3   | Mladost Zagrzeb           | 15:6, 2:15, 2:15, 9:15            |
| 10.11.1990 | Panathinaikos Ateny    | 0:3   | Mladost Zagrzeb           | 6:15, 6:15, 4:15                  |
|            |                        |       |                           |                                   |
| 03.11.1990 | Holte IF               | 0:3   | CJD Feuerbach             | 1:15, 3:15, 0:15                  |
| 10.11.1990 | Holte IF               | 1:3   | CJD Feuerbach             | 7:15, 16:14, 0:15, 3:15           |
|            |                        |       |                           |                                   |
| 03.11.1990 | Tormo Barberá Xativa   | 3:0   | Boavista Porto            | 15:6, 15:5, 15:4                  |
| 10.11.1990 | Tormo Barberá Xativa   | 3:2   | Boavista Porto            | 15:8, 12:15, 15:17, 15:12, 17:15  |
|            |                        |       |                           |                                   |
| 03.11.1990 | Emlak Bankasi Ankara   | 3:0   | Gym Bonnevoie             | 15:5, 15:2, 15:1                  |
| 10.11.1990 | Emlak Bankasi Ankara   | 3:1   | Gym Bonnevoie             | 15:8, 15:9, 6:15, 15:4            |
|            |                        |       |                           |                                   |
| 03.11.1990 | AEL Limassol           | 0:3   | Universitatea Craiova     | 2:15, 0:15, 5:15                  |
| 10.11.1990 | AEL Limassol           | 0:3   | Universitatea Craiova     | 4:15, 5:15, 6:15                  |
|            |                        |       |                           |                                   |
| 03.11.1990 | Sandnes VBK Stavanger  | 2:3   | Brixton Knights VC London | 15:3, 11:15, 15:6, 10:15, 12:15   |
| 10.11.1990 | Sandnes VBK Stavanger  | 3:0   | Brixton Knights VC London | 15:10, 15:12, 15:2                |
|            |                        |       |                           |                                   |
| 03.11.1990 | Hapoel Mata Asher      | 0:3   | Antonius Herentals        | 4:15, 4:15, 12:15                 |
| 10.11.1990 | Hapoel Mata Asher      | 0:3   | Antonius Herentals        | 1:15, 6:15, 2:15                  |
|            |                        |       |                           |                                   |
| 03.11.1990 | BKS Stal Bielsko-Biała | 3:2   | Lewski-Spartak Sofia      | 11:15, 15:12, 14:16, 15:10, 15:13 |
| 10.11.1990 | BKS Stal Bielsko-Biała | 1:3   | Lewski-Spartak Sofia      | 15:7, 12:15, 13:15, 11:15         |
|            |                        |       |                           |                                   |
| 03.11.1990 | Hesa Helsinki          | 3:2   | Post Wiedeń               | 10:15, 15:11, 15:12, 7:15, 16:14  |
| 10.11.1990 | Hesa Helsinki          | 0:3   | Post Wiedeń               | 5:15, 5:15, 6:15                  |
|            |                        |       |                           |                                   |
| 03.11.1990 | Královo Pole Brno      | 3:1   | VBC Montana Luzerna       | 17:15, 9:15, 15:13, 15:11         |
| 10.11.1990 | Královo Pole Brno      | 3:2   | VBC Montana Luzerna       | 16:14, 15:17, 15:5, 2:15, 15:11   |

### Runda 1/8
| Data       | Drużyna 1               | Wynik | Drużyna 2             | Sety                            |
| ---------- | ----------------------- | ----- | --------------------- | ------------------------------- |
| 01.12.1990 | Mladost Zagrzeb         | 3:0   | Racing Paris          | 15:7, 15:3, 15:11               |
| 08.12.1990 | Mladost Zagrzeb         | 3:1   | Racing Paris          | 15:13, 13:15, 15:10, 15:3       |
|            |                         |       |                       |                                 |
| 01.12.1990 | CJD Feuerbach           | 3:0   | Tormo Barberá Xativa  | 15:4, 15:6, 15:5                |
| 08.12.1990 | CJD Feuerbach           | 3:1   | Tormo Barberá Xativa  | 15:10, 14:16, 15:10, 15:4       |
|            |                         |       |                       |                                 |
| 01.12.1990 | Urałoczka Swierdłowsk   | 3:0   | Emlak Bankasi Ankara  | 15:11, 15:3, 15:8               |
| 08.12.1990 | Urałoczka Swierdłowsk   | 3:1   | Emlak Bankasi Ankara  | 11:15, 15:9, 15:7, 15:3         |
|            |                         |       |                       |                                 |
| 01.12.1990 | Sandnes VBK Stavanger   | 0:3   | Universitatea Craiova | 4:15, 2:15, 6:15                |
| 08.12.1990 | Sandnes VBK Stavanger   | 0:3   | Universitatea Craiova | 7:15, 7:15, 9:15                |
|            |                         |       |                       |                                 |
| 01.12.1990 | Olimpia Teodora Rawenna | 3:0   | Antonius Herentals    | 15:6, 15:4, 15:8                |
| 08.12.1990 | Olimpia Teodora Rawenna | 3:0   | Antonius Herentals    | 15:7, 15:8, 15:11               |
|            |                         |       |                       |                                 |
| 01.12.1990 | Post Wiedeń             | 3:0   | Lewski-Spartak Sofia  | 15:12, 15:8, 15:10              |
| 08.12.1990 | Post Wiedeń             | 0:3   | Lewski-Spartak Sofia  | 8:15, 10:15, 8:15               |
|            |                         |       |                       |                                 |
| 01.12.1990 | SC Berlin               | 3:2   | Avero Sneek           | 15:11, 0:15, 9:15, 15:5, 15:11  |
| 08.12.1990 | SC Berlin               | 2:3   | Avero Sneek           | 11:15, 15:9, 5:15, 15:11, 11:15 |
|            |                         |       |                       |                                 |
| 01.12.1990 | Královo Pole Brno       | 3:1   | Dinamo Tirana         | 15:7, 13:15, 15:9, 15:9         |
| 08.12.1990 | Královo Pole Brno       | 0:3   | Dinamo Tirana         | 6:15, 6:15, 13:15               |

### Ćwierćfinał
| Data       | Drużyna 1              | Wynik | Drużyna 2             | Sety                     |
| ---------- | ---------------------- | ----- | --------------------- | ------------------------ |
| 16.01.1991 | CD Foierbach           | 0:3   | Mladost Zagrzeb       | 1:15, 3:15, 2:15         |
| 23.01.1991 | CD Foierbach           | 0:3   | Mladost Zagrzeb       | 10:15, 1:15, 9:15        |
|            |                        |       |                       |                          |
| 16.01.1991 | Universitatea Craiova  | 0:3   | Urałoczka Swierdłowsk | 4:15, 8:15, 3:15         |
| 23.01.1991 | Universitatea Craiova  | 0:3   | Urałoczka Swierdłowsk | 5:15, 9:15, 13:15        |
|            |                        |       |                       |                          |
| 16.01.1991 | Olimpia Teodora Ravena | 3:0   | Levski:Spartak Sofia  | 15:6, 15:6, 15:12        |
| 19.01.1991 | Olimpia Teodora Ravena | 3:0   | Levski:Spartak Sofia  | 15:2, 15:6, 15:11        |
|            |                        |       |                       |                          |
| 16.01.1991 | Avero Sneek            | 3:0   | Dinamo Tirana         | 15:7, 15:7, 15:8         |
| 23.01.1991 | Avero Sneek            | 1:3   | Dinamo Tirana         | 15:10, 4:15, 12:15, 4:15 |

### Turniej finałowy
Zagrzeb

#### Mecze o rozstawienie
| Data       | Drużyna 1             | Wynik | Drużyna 2               | Sety                |
| ---------- | --------------------- | ----- | ----------------------- | ------------------- |
| 21.02.1991 | Mladost Zagrzeb       | 3:0   | Olimpia Teodora Rawenna | 15:5, 15:6, 15:11   |
| 21.02.1991 | Urałoczka Swierdłowsk | 3:0   | Avero Sneek             | 15:11, 15:12, 16:14 |

#### Półfinały
| Data       | Drużyna 1             | Wynik | Drużyna 2               | Sety                      |
| ---------- | --------------------- | ----- | ----------------------- | ------------------------- |
| 22.02.1991 | Mladost Zagrzeb       | 3:1   | Avero Sneek             | 15:8, 14:16, 15:12, 15:13 |
| 22.02.1991 | Urałoczka Swierdłowsk | 3:0   | Olimpia Teodora Rawenna | 15:10, 15:12, 15:12       |

#### Mecz o 3. miejsce
| Data       | Drużyna 1               | Wynik | Drużyna 2   | Sety                |
| ---------- | ----------------------- | ----- | ----------- | ------------------- |
| 23.02.1991 | Olimpia Teodora Rawenna | 3:0   | Avero Sneek | 15:11, 15:11, 15:13 |

#### Finał
| Data       | Drużyna 1       | Wynik | Drużyna 2             | Sety               |
| ---------- | --------------- | ----- | --------------------- | ------------------ |
| 23.02.1991 | Mladost Zagrzeb | 3:0   | Urałoczka Swierdłowsk | 15:12, 16:14, 15:6 |

## Klasyfikacja końcowa
| Miejsce | Drużyna               |
| ------- | --------------------- |
| złoto   | Mladost Zagrzeb       |
| srebro  | Urałoczka Swierdłowsk |
| brąz    | Olimpia Rawenna       |
| 4.      | Sneek Avero           |